# Fødselskatedralen i Riga
Fødselskatedralen (lettisk: Kristus Piedzimšanas katedrāle; egentlig: Kristi Fødselskatedral) i den lettiske hovedstad, Riga, er en domkirke tilhørende Den lettisk-ortodokse kirke. Den er den største ortodokse kirke i de baltiske lande.
Nikolai Tsjagin stod for tegning og planlægning af kirken, som blev opført i årene 1876–1883 i neobyzantinsk stil under ledelse af Robert Pflug. Riga var dengang hovedbyen i Guvernement Livland under det Russiske kejserrige. Opførelsen blev bevilget af kejser Zar Alexander II personligt, men idéen om opførelse af en ortodoks domkirke i Riga stammer oprindeligt fra generalløjtnant Pjotr Romanovitj Bagratian og biskop Benjamin Karelin.
Mens landet var besat under 1. verdenskrig blev katedralen brugt som protestantisk kirke, som dog straks efter den lettiske uafhængighed atter blev ortodoks i 1921. I 1963 blev Fødselskatedralen taget i brug som planetarium og omdøbt til et "Videnshus" af de sovjetiske myndigheder. Man indledte en gennemgribende renovering af kirken i 1991, straks efter at landet igen var blevet uafhængigt af Sovjetunionen, og dette arbejde stod på indtil 2006. Kirken kunne dog genindvies som katedral i 1992.
Kirken er en korsbygning med fem delvist forgyldte kupler. Både kirken selv og det 43 m høje klokketårn, som rummer 12 klokker, er beklædt med gule fliser. Det berømte ikonmaleri skyldes hovedsagelig Vasilij Vassiljevitj Veresjtjagin.

## Eksterne links
- Kristi Fødselskatedral, Rīga Arkiveret 5. november 2013 hos  Wayback Machine (lettisk)

56°57′14″N 24°6′56″Ø / 56.95389°N 24.11556°Ø